# Kiczmiengskij Gorodok
Kiczmiengskij Gorodok (ros. Кичменгский Городок) – wieś (sieło) w Rosji, w obwodzie wołogodzkim, ośrodek administracyjny rejonu kiczmiengsko-gorodieckiego. W 2010 liczyła 6443 mieszkańców.